# Arthur Darvill
Arthur Darvill (* 17. června 1982) je anglický herec a zpěvák, rodným jménem Thomas Arthur Darvill. Mezi jeho nejznámější role patří Rory Williams v seriálu Pán času.

## Život
Jeho matka Ellie je herečkou a během Arthurova dětství pracovala s maskami a loutkami. Působila jako členka divadla Cannon Hill a cestovala po Británii a po světě. Jeho otec Nigel hrál na varhany.
Darvill navštěvoval od roku 1993 do roku 2000 školu Bromsgrove ve Worcestershire.

## Kariéra
Darvill se stal členem Stage2 Youth Theatre Company ve věku 10 let. Byl členem od roku 1991 do roku 2000 a dostal práci na CITV. V roce 2001 odešel do divadelní společnosti Fuego's Men, kterou sám založil.
Ve věku 21 let se Darvill přestěhoval do Londýna spolu se čtyřmi přáteli z divadla pro mládež, z nichž každý měl zajištěné místo v dramatické škole.

### 2010–2012: Doctor Who

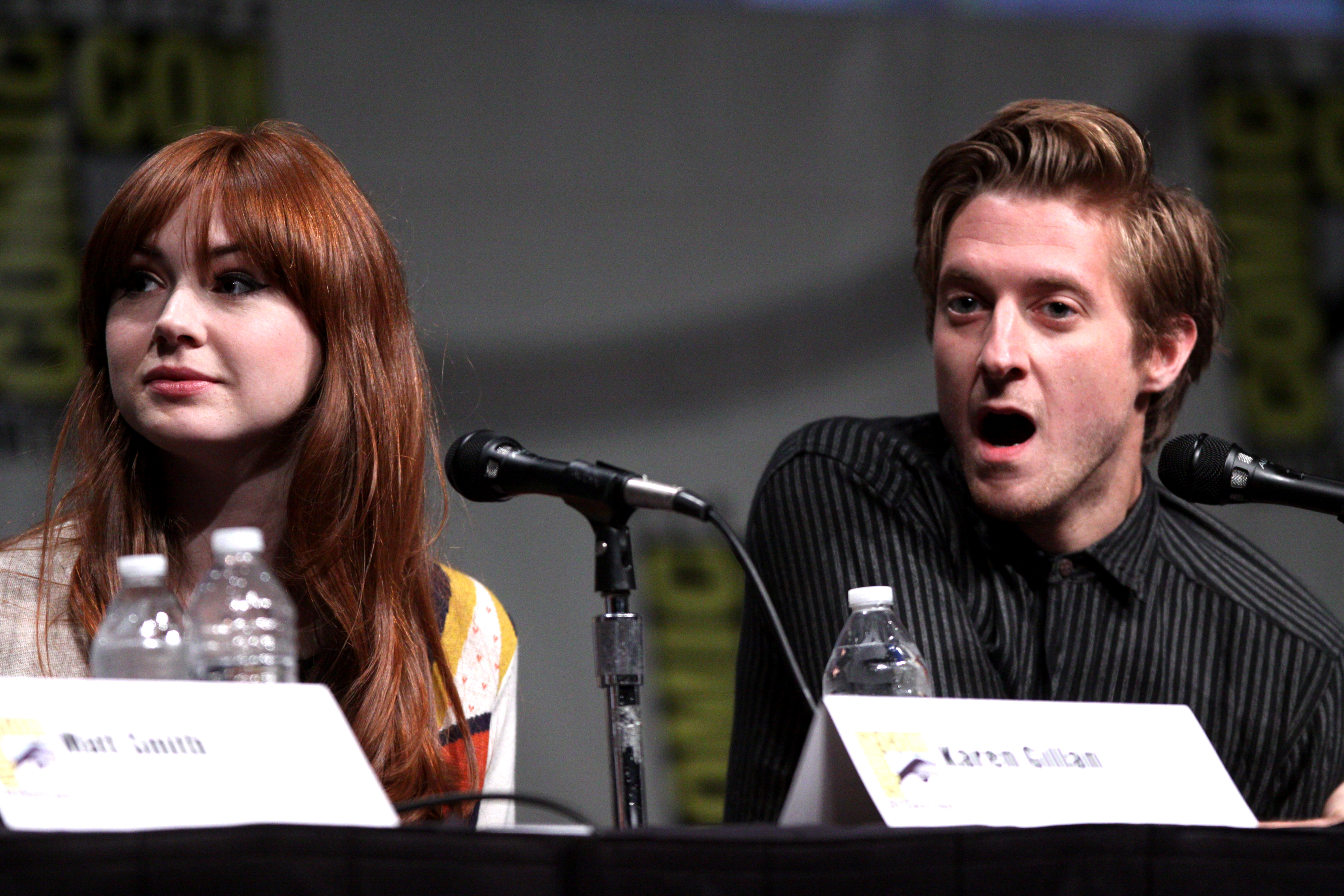
Karen Gillan a Arthur Darvill na Comic-Conu 2012.

Darvill začal hrát Roryho Williamse, společníka jedenáctého Doktora, v páté sérii BBC One. Hrál také v šesté sérii a v sedmé sérii. Sedmá série byla jeho poslední. Darvill spolu s Karen Gillan (Amy Pond) byli odděleni od Doktora plačícími anděly v epizodě „The Angels take Manhattan“.
Po jeho odchodu z Doctor Who hrál vikáře v dramatu „Broadchurch“, po boku bývalého Doctora – Davida Tennanta a Olivie Colmanové.

## Filmografie

### Televize
| Rok       | Název                   | Role                 | Poznámky                                                   |
| --------- | ----------------------- | -------------------- | ---------------------------------------------------------- |
| 2001      | Sooty                   | Tom                  |                                                            |
| 2008      | He Kills Coppers        | policista            | TV film                                                    |
| 2008      | Malá Dorritka           | Edward "Tip" Dorrit  | 7 dílů                                                     |
| 2010–2012 | Pán času                | Rory Williams        | vedlejší role (5. řada), hlavní role (6.–7A řada), 27 dílů |
| 2012      | Obchodní dům Paradise   | Bradley Burroughs    | díl 5                                                      |
| 2012      | Pond Life               | Rory Williams        | mini-seriál, 5 dílů                                        |
| 2013–2017 | Broadchurch             | reverend Paul Coates |                                                            |
| 2013      | Bílá královna           | Henry Stafford       | 2 díly                                                     |
| 2015      | Danny and the Human Zoo | Jonesy               | TV film                                                    |
| 2016–2018 | Legends of Tomorrow     | Rip Hunter           | hlavní role (1.–2. řada), vedlejší role (3. řada)          |

### Film
| Rok  | Název                                  | Role             | Poznámky            |
| ---- | -------------------------------------- | ---------------- | ------------------- |
| 2009 | Krev pelikána                          | Cameron          |                     |
| 2010 | Sex & Drugs & Rock & Roll              | Mick Gallagher   |                     |
| 2010 | Robin Hood                             | Groom            |                     |
| 2012 | Doctor Faustus                         | Mephistopheles   |                     |
| 2013 | Crazy For You                          | Charlie          | krátkometrážní film |
| 2014 | Penguin                                | Sam (hlas)       | krátkometrážní film |
| 2014 | Captcha                                | Mel              | krátkometrážní film |
| 2015 | National Theatre Live: Treasure Island | Long John Silver | divadelní záznam    |
| 2016 | Minutes Past Midnight                  | Charlie          |                     |

### Divadlo
| Rok       | Název                | Role             | Místo                                             |
| --------- | -------------------- | ---------------- | ------------------------------------------------- |
| 1996      | Malý krámek hrůzy    | Seymour Krelborn | Midlands Arts Centre, Birmingham                  |
| 2006      | Terre Haute          | Harrison         | Wildman Room, Assembly Rooms Trafalgar Studios    |
| 2007      | Stacy                | Rob              | Arcola Theatre                                    |
| 2007      | Swimming with Sharks | Rex              | Vaudeville Theatre                                |
| 2010      | Marine Parade        |                  | Old Market, Hove, Východní Sussex                 |
| 2011      | Doktor Faustus       | Mephistopheles   | Divadlo Globe                                     |
| 2012      | Our Boys             | Parry            | Duchess Theatre                                   |
| 2013-2014 | Once                 | Guy              | Bernard B. Jacobs Theatre Phoenix Theatre, Londýn |
| 2014-2015 | Treasure Island      | Long John Silver | Královské národní divadlo, Londýn                 |
| 2017      | Honeymoon in Vegas   | Jack Singer      | London Palladium                                  |

### Videohry
| Rok  | Název                          | Role          | Poznámky           |
| ---- | ------------------------------ | ------------- | ------------------ |
| 2011 | Doctor Who: The Gunpowder Plot | Rory Williams | Voice and likeness |